# Cronologia dell'universo Marvel
Nell'Universo della Marvel sono inserite varie date che permettono di creare una cronologia del mondo dei fumetti della casa statunitense.
In base alle date dei momenti principali dell'universo Marvel si riesce a creare una linea temporale che inizia ufficialmente con la Nascita del Settimo  Multiverso, sino all'ultima saga di fumetti prodotta, ovvero War of Realms, seguita dai finali di tutte le testate e con i vari futuri distopici (che finiscono in modo pacifico, alla fine), che a loro volta terminano con la fine della Realtà.
Alcune avventure sono introdotte retroattivamente nella Continuity, che comincia ufficialmente con il debutto di Marvel Comics nel 1939.

## Avvenimenti precedenti ai Crossover in Ordine Cronologico
In 5 ere divise in base agli avvenimenti principali, vengono narrati tutti i racconti precedenti ai grandi Crossover di quindici anni del ventunesimo secolo.
Gli antenati dei Crossover sono le prime grandi storie, come la Guerra tra Kree e Skrull, quella tra Vendicatori  e Difensori, o le avventure cosmiche Infinity Gauntlet e Marvel Super Heroes: Secret Wars

### Era 1 (10.000.000.000 a.C. - 4.000.000.000 a.C.)
- Nasce il settimo Multiverso, in realtà l’Ottava Iterazione del Cosmo;
- Le Entità Cosmiche facenti parti della Gerarchia Cosmica, si trasferiscono nella nuova realtà ( sono infatti nate nel primo cosmo ) e sono: Eternità, Infinità, Morte, Oblio, Lord Caos, Mastro Ordine, Odio, Amore, il Tribunale Vivente, i Celestiali, Neimesis, Regina del Mai, Fenice e l’Arcano, il quale si isola in una dimensione al di fuori dal Multiverso ma legata ad esso;
- Galan di Taa, ritenuto troppo importante ed antico, viene messo dagli Astratti in un’Incubatrice Cosmica alimentata dal nascente Potere Cosmico, per farlo ascendere ad uno stato di Entità;
- Eon, Signore Cosmico creato da Eternità, ha il compito di scegliere le forze Avatar degli Astratti (i quali saranno: Capitan Universo, Lady Quasar, Phyla Vell e Maenstrom) grazie alla forza che brandisce, il potere di Quasar, che lo rende ‘’Avatar Supremo’’ ;
- La materia si raccoglie sotto il Cristallo Mk' Raan, un residuo in parte vulnerabile;
- Nascono le prime due Specie: la prima, la Covata, conquistatrice, e quella degli Acanti, esploratrice e curiosamente innocua;
- Gli Astratti mandano gli Above, enigmatici custodi creati ad immagine e somiglianza di Eternità, a vegliare sul prezioso e potente Cuore dell’Universo, potente artefatto Cosmico nel quale è presente una parte infinitesima delle norme potere del TOAA, la cui presenza farà diventare l’Universo ( o Terra ) 616 il principale, dove avverrà quasi tutto;
- Gli Astratti spediscono le Sette Gemme dell’Infinito ( Anima, Realtà, Tempo, Spazio, Mente, Potere, Morte), le parti del deceduto e dell’ormai frantumato Neimesis, in varie parti del Cosmo;
- Galan di Taa, nel frattempo, emerge troppo presto dalla sua Incubatrice sotto la mostruosa e potente forma di Galactus il Divoratore di Mondi, che deve cibarsi di energia vitale per sopravvivere, cosa che fa grazie alla sua mastodontica navicella, la Taa II, e grazie al miracoloso Potere Cosmico, al quale ha accesso illimitato;
- Knull, Celestiale Oscuro e ribelle, uccide due Celestiali, crea la Necrospada, spada ‘’Galattica’’ in grado di trafiggere qualunque essere, elemento o energia presenti sulla faccia dell’Universo, e, quando il suo piano stava giungendo al termine, viene intrappolato; tuttavia, il seme della sua nuova specie, che avrebbe dovuto dominare la realtà per conto suo, quello dei Simbionti, viene "mandato" sul futuro pianeta di Battleworld;
- Gli Antichi dell'Universo, superstiti delle prime specie effimere, decidono di affermare il loro titolo di più antichi usando il Nullificatore Assoluto, arma potentissima, cercando di uccidere Galactus, che sopravvive e decidere di prendere al suo servizio il suo primo araldo: Caduto;
- La Settima Gemma dell’Infinito, quella della Morte, sparisce apparentemente all’Inferno, ora governato adesso dal Re dei Demoni, Mephisto;
- Sul secondo pianeta dell’Universo, T-37X, gli Osservatori, prima vera specie intelligente, diventa onnisciente e giura di non interferire con lo scorrere degli eventi, dopo che la loro conoscenza estrema della forma nucleare ha portato all’invenzione di armi pericolosissime dall’avida civiltà che ha approfittato di loro;
- I Celestiali fanno esperimenti su organismi viventi e formano le seguenti specie: Kree, Skrull, Shi'ar, Spartax, Nuwalii, Progenitori, Nova, Marziani, Eterni, Devianti e Umani;
- L’Orda distrugge gli Acanti ed infetta un Celestiale, il Celestiale Zero, che precipita nello spazio profondo, lasciando dietro di se una scia di creazione;

### Era 2 ( 4.000.000.000. a.C. - 0 )
- Il Celestiale Zero precipita per tutto il Cosmo, assistendo alla nascita di Yggdrasil, l’albero della Vita, attorno al quale si formeranno i Dieci Regni, alcuni dei quali verrano distrutti e fatti rinascere dal ciclo noto come Ragnarǫk, e a quella dei mondi Mitologici (ovvero del mondo greco e del mondo egizio), ancora impopolati;
- Il Celestiale Zero si ferma, dopo essere precipitato per tutto il Cosmo, sciogliendosi nel nucleo di un pianeta in formazione, che per questo ospiterà Mutanti e Super Umani ed attirerà l’attenzione del Cosmo Intero: la Terra;
- L’Antropomorpho, entità onniveggente, è particolarmente attratto dal pianeta, decide di sperimentare la creazione dei suoi primi ‘’figli’’ lì: nascono così i Quattro Superdei: Gaea, il pianeta incarnato, Oshtur, il Creatore, Set, il Distruttore, e Chton, la Magia Oscura incarnata;
- Chton, con i suoi incantesimi trascritti su pergamene indelebili, popola la Terra di Demoni, che Gaea ed il ‘’padre’’ sconfiggono grazie all’unione con la forza Demongorgone con Atum, il primo Dio di una nuova generazione;
- I sopravvissuti sono pochi, che scappano nelle neonate dimensioni Ultra-Terrene, le quali cominceranno ad ospitare Dormammu, Mangogh, Umar, Zom, Cittorak e altri; la Bestia, invece, vivrà sulla Terra;
- Le nuove generazioni di Dei si uniscono negli Skyfathers, Consiglio Divino, i cui capi sono Odino, Zeus e Vinshu;
- La Bestia, demone Terrestre sopravvissuto, brama vendetta in gran segreto;
- La Terra Selvaggia viene occupata dai Nuwalii, che vi conservarono le bellezze di ogni epoca che passa, isolando la zona dal Mondo e creando l’esercito delle forze del Limbo;
- Comincia la ribellione dei Kree agli Skrull, che abbandonano la Zona Blu della Luna e cominciano una Guerra Millenaria;
- La Zona Negativa viene isolata dal mondo positivo;
- Ego il Pianeta Vivente, creatura dello Straniero, curiosa ed enigmatica entità, comincia ad interagire con il mondo;
- I Nova Corps diventano ufficialmente la polizia intergalattica con la nascita della loro Uni Mente e della Suprema Intelligenza Kree;
- Gli Eterni, guidati da Kronos, loro capostipite, proteggono la Terra dai Devianti e isolano il loro regno di Lemuria;
- Tuk, la progenie Inumana, ex schiavi dei Kree ribellatosi, vive fra i mortali;
- Sulla Terra nasce Varnae, il primo vampiro, grazie alle pergamene di Chton;
- La seconda schiera di Celestiali affonda Lemuria e la trasforma in Atlantide, regno sottomarino;
- Nascono Selene Gallio ed Ulysses Bloodstone;
- Gli Inumani si trasferiscono sull’Himalaya a causa dell’inquinamento ambientale e, con complessi procedimenti, riescono a creare le Nebbie Terrigene, che donano loro poteri speciali, e i loro servi, gli Alfa;
- Nasce il regno di Wakanda, nell’Africa meridionale, dove il primo re Bashenga trova il Vibranio, metallo indistruttibile venuto dallo spazio grazie ad un meteorite;
- Alla morte apparente di Kronos, diventato Entità Cosmica rappresentante il Tempo (dopo Eternità ), il primogenito Zuras guida gli Eterni sulla Terra, che creano l’Uni Mente per loro e per il pianeta, mentre il secondogenito Al’ars, col nuovo nome di Mentore, fonda una Colonia su Titano, dove si sposa con Suisan e fa due figli: il mostruoso adoratore di Morte e ribelle Thanos, che dopo un po’ viene bandito dal Satellite, ed il gentile e curioso Eros;
- Rama Tut, Faraone Egizio, assiste all’arrivo della controparte proveniente dal futuro di Kang, Immortus, che porta conoscenze innovative e il modo di viaggiare nel Tempo;
- En Sabah Nur diventa il tirannico Apocalisse, uno dei primi mutanti della Storia, che cade in coma dopo aver respinto la Covata insieme a Imhotep, che fonda la Confraternita dello Scudo;
- La Sfinge è un sacerdote Egizio che viene a contatto con la Pietra di Ka;
- La Mano, setta adoratrice della Bestia, viene apparentemente sconfitta del tutto dai Casti;
- Vengono concepiti Thor ed Hercole;

### Era 3 ( 0 - 1939 d.C. )
- Nascono Thor, il Dio del Tuono figlio di Odino e Gaea, nato a Midagard, in Norvegia, ed Hercole, figlio di Zeus, nato in Grecia;
- Sta per nascere un Celestiale sul Sole, ma grazie alla Confraternita dello Scudo e al suo nuovo leader Zhang Heng, il quale ci rimette la vita, il tutto viene impedito;
- La Terza Schiera di Celestiali arriva e si guadagna l’adorazione di parte dell’Umanità, fatto che spinge a creare agli Skyfathers il Distruttore, corazza indistruttibile inebriata del potere di quest’ultimi;
- Romolo Augustolo, il quale trova la sorgente della giovinezza, comincerà a guidare il popolo di Sub Terra;
- Sir Pency di Scandia diventa il Cavaliere Nero, guerriero immortale capace di brandire la lama d’Ebano, e che diventa allievo del Mago Supremo Merlino, riuscendo a sconfiggere Morgana La Fay, creatrice del Darkhold, libro composto dalle pergamene di Chton;
- Merlino passa il titolo di Stregone Supremo all’Antico, che sconfigge Belasco, mago oscuro, e fonda Kamar Taj, tempio che ospiterà decine e decine di generazioni di stregoni;
- Diablo, alchimista dannato a causa di un patto con il diavolo, inventa la formula dell’immortalità, la quale misteriosamente sparisce;
- Nascono la Fondazione Atlas ( in Asia e in Europa ) e la discendenza dei "King Pin" ( piccolo territorio che poi si espanderà in tutta America ), i quali saranno i due Imperi Criminali maggiori al mondo;
- Il principe Vlad Dracula viene morso da una zingara e da il via ad una nuova generazione di Vampiri;
- Norrin Ladd del pianeta Zenn La diventa il secondo araldo di Galactus alla Morte di Caduto, col nome di Silver Surfer;
- Nascono il Club Infernale e Sinistro, i principali mutanti malvagi dell’era contemporanea;
- Muore la Famiglia dei pistoleri Kid ed arriva lo spirito di Ghost Rider (meno potente dell’originario demone Zarathos) sulla Terra;
- Nasce James Logan;
- Viene respinta l’invasione da Marte e sopravvive il veterano protagonista dell’invasione Ebben Stanford, il primo Uomo sul muro;
- Nascono e muoiono i Freedom Five, gli eroi della Prima Guerra Mondiale;
- Nascono Erik Brooks, alias Blade, un cacciatore di succhia sangue mezzo umano e mezzo vampiro, e Steve Rogers, patriotta gracile rimasto orfano a 18 anni che si arruola a fatica nell’esercito;
- Loki Laufeyson, fratellastro di Thor, lascia lui, Odino, i Tre Guerrieri e Sif, l’ex ragazza di Thor, dopo aver scoperto la verità sui genitori bramando vendetta soprattutto sul fratello, il quale viene successivamente bandito per la sua arroganza sulla Terra sotto l’iden di Donald Blake, studente di medicina disabile senza memoria del suo passato;

### Era 4 ( 1939 - 1961 )
(NB. = Qui comincia ufficialmente la Linea del Tempo)
- Phineas Horton crea la Torcia Umana, primo vero Super Eroe della Storia;
- La Torcia Umana combatte contro Namor, principe Atlantideo, e trova trova un allievo: Toro;
- Steve Rogers, come replica del primo Super Soldato segreto Stele, diventa Capitan America e combatte i nazisti e il suo arcinemico Teschio Rosso con il suo allievo Bucky Barnes;
- Gli Invaders si sciolgono;
- Gli Howling Commandos, guidati da Nick Fury, muoiono tutti dopo aver salvato l’Europa e Fury diventa il secondo Uomo sul Muro;
- Max Eisenhardt scappa dal campo di concentramento e diventa Magneto, leader della futura Confraternita dei Mutanti Malvagi;
- In Gran Bretagna, per fermare un missile del Nazista Barone Zemo, Capitan America cade nell’Artico con il missile e Bucky, senza un braccio, subisce un lavaggio del cervello e diventa il sicario sovietico Soldato d’Inverno;
- Albert Malik diventa il secondo Teschio Rosso, che uccide i Parker, mentre le repliche di Steve e Bucky vengono ibernate;
- Il Barone Nazista Struker fonda l’Hydra;
- Toro esplode nel deserto e la Torcia sparisce;
- Judy e Mary Amstrong lasciano in adozione il figlio Tony agli Stati, bellici Americani;
- Nasce Natasha Romanoff a Stalingrado, nell’Unione Sovietica;
- Stephen Strange si laurea in medicina a 19 anni;
- Tony Stark a soli quindici anni viene ammesso al MIT, laureandosi in ingegneria e fisica;
- Matt Murdock diventa cieco dopo aver salvato un vecchio che stava per essere investito da un camion che trasportava sostanza radioattive, che gli finiscono quindi addosso;
- Howard e Maria Stark muoiono in un incidente d’auto e a Tony eredità le Stark Industries;
- Ulyssis Klaw, trafficante e commerciante d’armi, cerca di rubare del Vibranio, uccidendo Re T’Chaka, che l’aveva scoperto, sotto gli occhi del suo giovane figlio, T'Challa, che gli mozza un braccio e giura vendetta, diventando il nuovo Sovrano del Wakanda e la nuova Pantera Nera, successore di Bashenga, il primo ad esserlo stato;
- Natasha Romanoff viene portata via dalla famiglia dopo un fallito rapimento da parte di Strucker e finisce nella Stanza Rossa, dove delle ragazze dotate vengono addestrate per diventare assassine provette;

### Era 5 ( 1961 - 2004 )
- Nascita dei Fantastici Quattro
- Stephen Strange apre il suo studio medico a New York
- Il Dottor Bruce Banner diventa Hulk
- Peter Parker diventa l'Uomo Ragno e comincia la sua carriera nello spettacolo
- Henry Pym scopre le particelle Pym
- Loki[1] tenta di conquistare la Terra
- Tony Stark diventa Iron Man
- Si forma la prima squadra dei Vendicatori. Thor, Ant-Man, Wasp, Hulk e Iron Man entrano nella prima formazione dei Vendicatori e sconfiggono Loki[2]. Esordisce la formazione completa degli X-Men originali
- Il chirurgo Stephen Strange in un incidente d'auto danneggia le sue mani e in cerca di un modo per guarirle viene a conoscenza dell'Antico. Strange scopre le arti mistiche e inizia il suo addestramento.
- Natasha Romanoff completa il programma Vedova Nera e inizia la sua carriera da agente segreto;
- Odino sancisce la fine dell'esilio di Thor;
- Matt Murdock diventa Devil;
- Iron Man affronta il Mandarino;
- I Vendicatori risvegliano Captain America che aveva trascorso decenni ibernato tra i ghiacci dell'Alaska[3];
- Scarlet e suo fratello Quicksilver ricevono i loro poteri grazie a una tempesta mistica che influenza il loro genoma;
- Clint Barton diventa Occhio di Falco[4];
- Thor affronta il demone Surtur e il gigante Skagg al fianco di Odino;
- Alla scuola privata Xavier si diplomano i primi cinque allievi;
- Alle scuole pubbliche si diplomano gli studenti Peter Parker e Johnny Storm;
- Vedova Nera e Occhio di Falco si alleano e complottano contro Iron Man;
- Si sposano Reed Richards e Sue Storm;
- Magneto recluta nella sua confraternita dei mutanti malvagi Scarlet e Quicksilver;
- Thor incontra Ercole con il quale affronta Ego il Pianeta vivente e l'Alto Evoluzionario;
- Il Soldato d'Inverno uccide il professor Zhang Chin;
- Peter e Johnny vanno all'Università, rispettivamente E.S.U. e Metro;
- Viene concepito Franklin Richards;
- La confraternita dei mutanti malvagi si scioglie a causa della sparizione di Magneto.
- T'Challa diventa Pantera Nera e il nuovo sovrano del Wakanda.
- Tony Stark crea la seconda formazione dei Vendicatori composta da Captain America, Scarlet, Quicksilver ed Occhio di Falco[5]. La Vedova Nera inizia a lavorare per lo S.H.I.E.L.D.
- T'Challa invita nel Wakanda i Fantastici Quattro per poterli affrontare uno a uno nei panni di Pantera Nera, riuscendo a sconfiggerli e dando così prova a se stesso di essere pronto a vendicare il padre affrontando Ulysses Klaw.

- Odino cancella tutti i ricordi di Thor dalla mente di Jane Foster;
- Thor ricomincia la sua relazione con Lady Sif;
- Nascita di Franklin Richards;
- Arrivo del primo Capitan Marvel;

- Thor affronta di nuovo Surtur e si scontra anche con lo Straniero, il Dottor Destino e Abominio;
- Pantera Nera rivela la sua vera identità in mondovisione grazie a una conferenza stampa;
- Morte del Capitano Stacy;
- Guerra Kree-Skrull;
- Nascita degli Illuminati;
- Stephen Strange diventa il signore delle arti mistiche e si stabilisce al 177A di Bleecker Street nel Greenwich Village in un vecchio palazzo considerato infestato che decide di chiamare Sanctum Sanctorum; opera grazie all'aiuto di alcuni artefatti magici donatigli dal suo maestro, come l'Occhio, la Sfera di Agamotto e il Libro dei Vishanti, nonché all'aiuto del fedele assistente Wong;
- Nascita del primo gruppo di Difensori[6];
- Inizio della storia d'amore tra Scarlet e Visione;
- Thor impedisce a Hela di conquistare Asgard[7];
- Inizio della prima storia d'amore tra Quicksilver e l'inumana Crystal;
- Thor sconfigge Mangog;

- Captain America diventa Nomad per un periodo;
- Morte di Gwen Stacy;
- Arrivo del primo clone di Peter Parker da parte del Professor Miles Warren alias Sciacallo.
- Mentre gli X-Men combattono Krakoa, spariscono misteriosamente. Il Professor X chiede quindi l’aiuto dei Difensori contro Magneto mentre raduna i nuovi X-Men, ovvero Wolverine, Rouge, Tempesta, Nightcrawler e Sunspot, che si uniranno a quelli vecchi, ritrovati;
- Dormammu in combutta con Loki fa scontrare i Difensori con i Vendicatori.
- Captain Mar-Vell diventa il protettore dell'universo e affronta Thanos.

- Pantera Nera dona uno scudo in vibranio a Captain America e un nuovo costume dotato di ali artificiali che conferisce la capacità di volare alla nuova spalla di Steve nonché nuovo Avenger Sam Wilson alias Falcon;
- Peter Parker è costretto a ripetere Biochimica a causa dello scarso rendimento seguito alla depressione per la morte di Gwen;
- Matrimonio di Scarlet e Visione e tra Mantis e lo Spadaccino;
- I nuovi X-Men terminano l'addestramento e hanno il battesimo del fuoco contro Nefaria, che li unisce ufficialmente coni 5 originali nei nuovi X-Men;
- Muore un altro eroe, Thunderbird.
- Adam Warlock sconfigge Magus e la sua Chiesa Universale della Verità;
- T’Challa ferma un Colpo di Stato contro il Wakanda architettato da Erik Killmonger,suo cugino e rivale, e dai suoi seguaci ed alleati;
- Nuovi eroi e antieroi di vari etnie tornano da lunghi periodi di lotte personali , ovvero Punisher, Ghost Rider, Orson Randall, Shang Chi, Luke Cage, Licantropus, Man Thing, Elektra, Howard the Duck e Morbius;
- Thor sconfigge Mangog per la seconda volta e si guadagna ancora più gloria, intrappolandolo;
- Ultron-8 crea l'intelligenza senziente Jocasta, che, dopo essere stata brevemente sua compagna passa dalla parte dei Vendicatori;

- Peter si riprende e finalmente si Laurea, iniziando il corso di specializzazione;
- I Vendicatori affrontano Korvac e conoscono la formazione dei Guardiani della Galassia del futuro caotico del XXX secolo, repliche di un gruppo che si formerà fra pochi anni;
- Nasce Cassie Lang, figlia di Scott Lang alias il futuro Ant Man II;
- Thor scopre la vera identità di sua madre;
- Scott Lang inizia a lavorare nelle Stark Industries.
- Elektra Natchios viene incaricata da Kingpin di uccidere Devil ma quando scopre la sua vera identità il compito viene affidato a Bullseye;
- Falcon entra nello S.H.I.E.L.D.;
- L'Uomo Ragno e Nick Fury salvano la Vedova Nera che era stata catturata dall'Hydra;
- Falcon entra nei Vendicatori per la seconda volta;
- Scott Lang diventa il nuovo Ant-Man e salva la figlia dai suoi nemici;

- Hank Pym diventa il Calabrone;
- Peter lascia gli studi al termine del primo anno di specializzazione;
- Nascono Thomas e William, figli di Visione e Scarlet, che diventeranno Giovani Vendicatori nel futuro;
- Thor libera Drax il Distruttore dalla possessione di un parassita alieno e si scontra con due Araldi di Galactus, il demone Mefisto e il Dio della Guerra Tyr;
- Occhio di Falco e Mimo si sposano[8];
- Nascita dei Vendicatori della costa ovest come difesa della costa Ovest Statunitense;
- Thor collabora con Iron Man per sconfiggere Bi-Bestia e la Super Bestia;

- Peter riprende gli studi;
- Matrimonio della Torcia Umana;
- Ritorno della Torcia Umana originale;
- L'Arcano rapisce tutti i supereroi e super criminali della Terra costringendoli a scontrarsi tra loro sul pianeta di Battleworld nelle prime Guerre Segrete;
- Dottor Destino crea Ultron-13 inserendovi tutti i tracciati dei precedenti Ultron;
- L'Arcano arriva sulla Terra;
- Inizia il massacro mutante dei Morlock da parte dei Marauder;
- Ant-Man e Iron Man scoprono che Spymaster ha rubato i progetti dell'armatura di Iron Man;
- Cominciano le Guerre delle Armature;
- Torna Ben Grimm sulla Terra;
- Morte del generale Vasily Karpov;
- L'Alto Evoluzionario sgancia una bomba genetica sulla Terra;
- Gli X-Men e gli X-Factor cercano di respingere le forze del Limbo intenzionate a conquistare la Terra;
- Visione e Scarlet decidono di interrompere la loro relazione;
- Avviene il divorzio di Mimo e Occhio di Falco;
- Muore Elektra;
- Devil si ritira per un breve periodo;

- Comincia la saga del clone;
- Peter Parker lascia ancora gli studi ma, passata la crisi, li riprende nuovamente;
- Thor ha un crollo nervoso e cade vittima della follia del guerriero, da cui si riprende solo grazie al padre, ad Adam Warlock e al Dottor Strange[9];
- Il Dottor Strange si scontra con KhLΘ;
- Franklin Richards è preso nel vortice temporale: ritorna come adolescente e poi di nuovo bambino;
- Muore Elektra;
- Morte di Mimo e ritiro dall'attività di supereroe di Occhio di Falco[10];
- Thanos inizia a raccogliere le Gemme dell'infinito;
- Ant-Man sostituisce per breve periodo Mister Fantastic;
- Adam Warlock s'impadronisce del guanto dell'infinito;
- Spider-Man e i suoi alleati combattono contro Carnage e i numerosi super criminali che si sono uniti a lui;
- Magneto attacca gli X-Men;
- Nascono i Power Pack e Cloack e Dagger;

- Crisi di Onslaught[11];
- Occhio di Falco si riunisce ai Vendicatori;
- Gli eroi scompaiono e infine ritornano, grazie a Franklin Richards;
- L'Uomo Ragno e Goblin si scontrano nel Capitolo Finale;
- Nei sei mesi in cui l'Uomo Ragno scompare, termina gli studi e consegue, finalmente, il Dottorato di Ricerca;
- Pantera Nera accoglie nel Wakanda Everett Ross;
- Yelena Belova, ex-spia GRU addestrata dalla Stanza Rossa come nuova Vedova Nera, affronta Natasha Romanoff e viene ripetutamente sconfitta;
- Pantera Nera istituisce il corpo delle guardie scelte del Wakanda, le Dora Milaje;
- Wade Wilson inizia la carriera da mercenario;
- Tony Stark rivela pubblicamente la sua identità segreta;
- I Vendicatori si riuniscono in un unico team;
- Wade Wilson diventa Deadpool;
- Capitain America scopre che Bucky non è morto e grazie all'aiuto del cubo cosmico riesce a guarirlo e a liberarlo dal lavaggio del cervello;
- Deadpool incontra Cable;
- Odino e Surtur si uccidono a vicenda e Thor diventa il re di Asgard[12];
- Dottor Strange e i Difensori affrontano Dormammu;
- Odino ritorna;
- Falcon scopre che il senatore Dell Rusk non è altri che il Teschio Rosso sotto mentite spoglie che cerca di conquistare gli Stati Uniti;
- Wanda comincia a soffrire di crisi di follia;
- Due ex eroi, Jewel e Sentry, ricominciano la loro carriera;
- Spuntano nuovi eroi, tra i quali Moon Knight, cavaliere della Notte e dell’Antico Egitto, e i Figli della Mezzanotte;
- ( PS. Qui finisce la prima parte della Linea del Tempo, la parte pre Crossover. ) In sostanza, i grandi eventi antenati dei Crossover sono:
- Guerra Kree - Skrull;
- Vendicatori contro Difensori;
- Thanos War;
- Adam Warlock e la Saga del Magus;
- La Saga di Korvac;
- Contest of Champions;
- Guerre Segrete;
- Guerre Segrete II;
- Massacro Mutante;
- La Caduta dei Mutanti;
- Armor Wars;
- The Evolutionary War;
- Inferno;
- Atlantide Attacca;
- Atti di Vendetta;
- Il Guanto dell’Infinito;
- Tempesta nella Galassia;
- Guerra dell’Infinito;
- Execuzione;
- Crociata dell’Infinito;
- Attrazioni Fatali;
- Saga del Clone;
- Era di Apocalisse;
- Onslaught;
- Rinascita degli Eroi;
- Ritorno degli Eroi;
- Maximulte Security;
- Abisso dell’Infinito;

## Dopo il rilancio della Marvel
Nel 2004 Brian Michael Bendis ha rilanciato la Marvel, appena uscita dalla rovina economica, sotto forma di grandi Crossover, usciti uno dopo l’altro, per proseguire la Continuity.

### 1 - Guerra segreta
Di Bendis e Dell'Otto (2004). 
Le indagini su alcuni supercriminali dotati di tecnologia all'avanguardia rivelano un complotto contro gli Stati Uniti. Nick Fury chiama all'appello Capitan America, l'Uomo Ragno, Wolverine, Luke Cage, la Vedova Nera e Devil, eroi che gli dovevano favori, contro Lucia Von Bardas che ha usato la tecnologia del Dottor Destino, sparito, per finanziare alcuni supercriminali statunitensi di seconda categoria, formando un vero e proprio esercito. Solo con l'aiuto degli X-Men e dei Fantastici 4 il gruppo di supereroi riesce a sconfiggere ed a uccidere Lucia Von Bardas e porre fine alla Guerra Segreta.

### 2 - Vendicatori Divisi
Di Bendis e Finch (2004).
I Vendicatori vengono colpiti in tutti modi. Disgrazie, misteriose ritorni e morti dolorose, seguite da minacce extraterrestri, da un messaggio del Governo non proprio piacevole e da un’ondata di nemici affrontati negli ultimi decenni arrivano alle porte della Torre dei Vendicatori, che non rimarrà neanche intatta...
Il Fante di Cuori, membro creduto morto, compare nel giardino della residenza dei Vendicatori, tutti riuniti e gongolanti dopo una missione nello spazio, portando con sé la distruzione, esplodendo ed uccidendo Scott Lang . I Vendicatori sprofondano nella disperazione e nel caos, dopo la morte o le ferite di altri membri ( She Hulk, Wasp, Capitan Bretagna ), il fatto che il Governo sia a sfavore di fargli continuare le loro attività, dopo che Iron Man, sotto qualche strano effetto, ha insultato alti funzionari. Torna Ultron, seguito da una Visione impazzita, agenti dell’HYDRA, i Kree, gli annunciatori dell’Apocalisse e della fine dei Vendicatori, la morte di Hawkeye, il ritorno di uno sfinito Thor, l’arrivo improvviso di Doctor Strange è una folla incontrollata di curiosi. Si scopre poi, che, a causa dell'esaurimento nervoso e della perdita della famiglia, che ha reso Scarlet una forza incontrollabile e ha fatto sì che riportasse in vita le nemesi di ogni supereroe, tutto questo è avvenuto. Tutti sono sotto tensione. una volta riuniti, Capitan America, Iron Man e Doctor Strange guidano tutti i Vendicatori contro decine di criminali affrontati e sconfitti nel quarantennio precedente da ogni eroe. Solo Doctor Stange riuscirà a farli sparire, ristabilendo un ordine a New York e ponendo fine definitivamente alla Battaglia, sconfiggendo momentaneamente Wanda, consegnandola al padre Magneto e al Professor X. Tony Stark decide di non restaurare la torre dei Vendicatori e il gruppo decide di sciogliersi, ricordando i momenti più belli in un’ultima cena. Dopo molto tempo, decideranno di riunirsi e continuare la lotta al crimine.

### 3 - House of M
Di Bendis e Coipel (2005).
Riprende gli eventi del finale di Vendicatori Divisi dove Scarlet ha creato una realtà alternativa e i Vendicatori si sono sciolti. Il padre di Scarlet, Magneto, ha stabilito una dittatura su tutto il mondo chiamata Casata di M, dove lui, Scarlet e Quicksilver regnano sovrani. Gli X-Men, i Vendicatori e i Fantastici 4 si uniscono per combattere il nemico comune e riportare la pace sulla Terra. Magneto, in combattimento, ferisce suo figlio Quicksilver e Scarlet, sentitasi tradita dal padre, distrugge la realtà che aveva creato, ripristinando la normalità, provocando la morte di migliaia di mutanti e la perdita della sua stessa memoria.

### 4 - Civil War
Di Millar e McNiven (2006).
Una battaglia tra i New Warrios ed il Super Criminale Nitro causa la morte di quasi 900 persone nel Connecticut. Sull’onda del lutto, il governo rende obbligatoria la registrazione di tutti gli eroi mascherati. Iron Man è tra i sostenitori più convinti del provvedimento, Capitan America non sembra pensarla alla stessa maniera. Il conflitto tra i due provoca una Guerra Civile tra supereroi e antieroi, che si divideranno in due fazioni. Dopo diversi scontri, in cui muore Golia e viene rivelata l’identità segreta di Spider Man, che quindi cambia idea, Captain America decidere di fermarsi a causa delle morti di moltissimi innocenti causate dagli scontri tra Super Umani centri abitati. I supereroi che avevano deciso di parteggiare per Captain America decidono comunque di non registrarsi e continuare ad agire come i Vendicatori Segreti, ad alcuni dei quali viene concessa l’amnesia, in seguito.
PS. = Le seguenti righe non fanno parte letteralmente della Saga, ma accadono subito dopo e non c’è un Crossover che le narri, anche se sono molto importanti.
Il Teschio Rosso, dopo aver corrotto l’arte del Governo sotto lo pseudonimo di Dell Rusk, chiama nuovi e vecchi alleati: il suo allievo Crossbones, sua figlia Sin, il suo socio ed amico Arnim Zola, la sua alleata Viper e il criminale Dottor Faustus per organizzare l’attacco finale contro la sua nemesi. Cap, nel frattempo, viene processato in Tribunale, dove Crossbonus gli spara proiettili speciali, seguito da Sharon Carter, controllata dal Dottor Faustus, che spara, facendo così ricadere la colpa su di lei. Sharon, Sam Wilson, Bucky Barnes e Natasha Romanoff sconfiggono quindi gli alleati del Teschio e i membri dell’Hydra, mettendo in fuga Sin e ucvidendo il corpo dove risiede la mente di Smith, Alex Lukin, che scappa nel corpo di Steve, stranamente rigenerato e senza ferite o tagli. Si scopre quindi che i proiettili erano magici, e che avevano mandato la coscienza di Rogers indietro nel tempo e nello spazio, lasciando il corpo in grado di ospitare vita. Le due coscienze si scontrano nello scontro finale, dove il Teschio viene respinto in corpo come quello di Zola, dove morirà definitivamente.

### 5 - Planet Hulk
Di Greg Pak (2006).
Tradito dagli eroi della Terra, il gruppo degli Illuminati, ed esiliato nello spazio, Hulk è atterrato sul pianeta Sakaar, governato dal tirannico Re Rosso. Reso schiavo, Hulk diventa lo Sfregio Verde, il gladiatore più potente del pianeta, e si allea con gli altri gladiatori, scatenando una rivoluzione che trasforma il loro mondo e porta Hulk a diventare imperatore e sposarsi con Caiera che poco tempo dopo gli annuncia di essere incinta del suo primo erede. Ma la felicità di Hulk è destinata ad essere di breve durata: l'astronave che lo ha condotto su Sakaar aveva un motore ad energia nucleare, che dopo essere stato sabotato da reazionari, scoppia provocando un'esplosione, tanto potente da uccidere metà della popolazione del pianeta, compresa Caiera e il bimbo che portava in grembo.

### 6 - World War Hulk
Di Greg Pak e John Romita Jr. (2008).
Riprende gli eventi del finale di Planet Hulk, dove Hulk fa ritorno sulla Terra per ottenere la sua vendetta su Iron Man, Reed Richards, il Dottor Strange e Freccia Nera che lo avevano tradito. Il Conflitto coinvolge tutti i gruppi di supereroi che risultano impotenti in confronto al potere che Hulk ha raggiunto grazie al suo livello di Collera alto. Stark grazie all'uso di alcuni satelliti in orbita intorno alla terra colpisce però Hulk con un raggio rosso che lo riporta alla sua forma umana, dopo essersi calmato sfogando la sua ira su Miek, fratello di Guerra responsabile, che non sopportava l’idea di uno Sfregio Verde calmo e tranquillo.
7 - Ahnniliation
Di Brian Michel Bendis (2008).
La Zona Negativa, Universo parallelo a quello Positivo, è ora unito sotto il comando di Ahnnilius, la morte vivente che cammina. Finite le Guerre Civili, con la Barra di Controllo Cosmico, decide di intraprendere la distruzione non solo della Zona Positiva, ma anche della loro per governare prima sul nulla e poi su un nuovo mondo. Passando per i vari mondi, distruggono il Carcere di massima sicurezza Interr Galattico, liberando Thanos e i Primordii, che catturano Galactus. Star Lord, ladro galattico, decide di mettere su una squadra, i Guardiani della Galassia, per respingere l’inavsione, firmata da: Gamora, Drax, Rocket e Groot. Nova, unico sopravvissuto dei Nova Corps, si allea con loro, e grazie ad altre risorse, liberano Galactus, che divora l’Orda. Uno dei pianeti divorati è però quello degli Skrull, che decidono di trovare la loro nuova Terra promessa: la Terra.

### 8 - Secret Invasion
Di Bendis e Yu (2008).
Viene scoperto che, dopo la visita degli Illuminati all'Impero Skrull dove sono stati imprigionati e studiati, gli scienziati Skrull hanno scoperto il modo di prendere forma umana senza essere scoperti. Anni dopo, l'Imperatrice Skrull Veranke decide di far partire l'invasione del pianeta Terra, ritenuto dagli Skrull la loro Terra Promessa dopo la distruzione del loro da parte di Ahnnilius. Dopo aver sostituito Elektra, Veranke sostituisce la Donna Ragno e successivamente parte l'Infiltrazione tra i superumani. Il conflitto includerà tutti i supereroi e anche i supercattivi, che saranno costretti a collaborare a causa dell'invasione aliena. Clint Barton riprende il suo vecchio arco e fa strage di Skrull, tra cui l'imperatrice Veranke, che riceve una freccia nella mascella. Criti Noll, guerriero Skrull che ha preso l'identità di Hank Pym, fa scattare un congegno che aumenta le dimensioni di Wasp, la quale genera uno strano campo di energia che avvolge tutti gli eroi. Quando sembra inevitabile la sconfitta, Thor è costretto a eliminare Wasp prima che l'arma biologica skrull agisca sul pianeta. Ormai sconfitta, Veranke avanza moribonda quando, ripreso dalle telecamere, è Norman Osborn a infliggerle il colpo di grazia.

### 9 / 10 - Dark Reign & Assedio
Di Bendis (2009).

Dark Reign #0,disegni di Daniel Acuña.

Dopo l'invasione Skrull, Norman Osborn, ex Goblin e leader dei Thunderbolts, sostituisce Tony Stark come direttore dello S.H.I.E.L.D., smantella la vecchia Iniziativa e forma un'alleanza chiamata Cabala con alcuni dei più potenti super criminali della Terra (Dottor Destino, Emma Frost, Namor, Loki e Hood) per spartirsi il mondo, dando loro ciò che desiderano di più. Tuttavia, i Nuovi Vendicatori hanno deciso di non sottostare a Norman Osborn e di estrometterlo dal potere, con la forza se necessario. Tony Stark ha perso tutto quello che aveva, compreso Extremis e diventa l'uomo più ricercato della terra, mentre Hank Pym, dopo la morte di Wasp, ne assume il nome di battaglia e riforma i Potenti Vendicatori. Osborn, su consiglio di Loki attacca Asgard, dopo un incidente riguardante Volstag. Steve Rogers, appena sente che anche Thor è in difficoltà, riunisce i supereroi per aiutare gli dei. Alla fine della battaglia, l'ultimo dei soldati di Osborn a rimanere in piedi è Sentry, ma con la forza delle Pietre delle Norme di Loki, pentitosi di ciò che ha fatto, gli eroi riescono a ucciderlo insieme a Void e a portare in prigione Osborn.

### 11- Fear Itself
Di Fraction e Immonen (2011).
L’ennesima crisi globale colpisce i comuni mortali, mentre i supereroi attraversano tutti una crisi d'identità, peggiorata dal fatto che Synthia Shmidt, figlia del Teschio Rosso, rilascia un'antica divinità nordica soprannominata Serpente. Lo scontro si conclude con la battaglia tra i Vendicatori e i Valorosi dove il Serpente viene ucciso con un possente colpo di spada in testa da Thor che cade a terra ormai prossimo a morire. Alla fine tutto finirà per il verso giusto.

### 12- Avengers vs X-Men
Di Bendis e Ed Brubaker.
(2012). Wanda Maximoff, in seguito a un crollo nervoso, ha perso il controllo dei suoi poteri e ha quasi cancellato la specie mutante. Hope Summers e molti altri sono convinti che possa rimediare a quella tragedia e vogliono ridare un futuro a una specie condannata. La Fenice viene avvistata in direzione della Terra in cerca di sua figlia. Captain America e Iron Man cercano allora di convincere Ciclope a consegnare loro Hope perché possa essere messa in sicurezza, ma il mutante sentitosi minacciato li colpisce con uno dei suoi raggi dando inizio alla guerra tra Vendicatori e X-Men. Solo all'arrivo della Fenice i due gruppi di supereroi si alleano contro il nemico comune. Stremato dal contenere la Fenice e dai colpi ricevuti, Ciclope intravede tra le fiamme che lo circondano la sagoma indistinta di Jean che lo rassicura incoraggiandolo a lasciar andare la forza che lo ha corrotto, la quale trova finalmente rifugio nel corpo di Hope elevandola al rango di Fenice Bianca. Riuscita a porre rimedio ai danni causati da Ciclope, Hope è intenzionata a trasformare il mondo in un paradiso ma Scarlet la ferma dicendole che è l'unica ad avere la forza per liberare la Fenice così da riparare all'errore da lei commesso anni prima. Toccata dalle sue parole, Hope accetta la proposta e insieme disperdono la forza cosmica in tutto il mondo permettendo l'apparizione di nuovi mutanti.

### 13 - Age of Ultron

Age of Ultron n. 10, realizzata da Pablo Manuel Rivera.

Di Bendis e Hitch (2013). L'androide Ultron, storico antagonista degli Avengers, raggiunge lo stadio finale della sua mutazione e torna per portare l'apocalisse sulla Terra. Gli eroi sono stati decimati, le città rase al suolo e ogni speranza è perduta. Solo un pugno di Vendicatori e X-Men resiste. Wolverine, sopravvissuto, decide di tornare indietro nel tempo per lasciar vivere Pym, ma prima di andarsene, un morente Tony Stark gli dice di fare attenzione, poiché il tempo è "un organismo vivente" e che lo romperà se continua a danneggiarlo in questo modo. Logan torna al momento in cui lui sé stesso uccide Pym e convince sé stesso a lasciarlo vivere, mentre lo scienziato decide di inserire nel sistema del robot un codice che, in caso di pericolo, lo avrebbe spento. Tornati nel loro futuro, ormai "aggiustato", il Wolverine che ha visto l'era di Morgana Le Fay chiede all'altro di ucciderlo, venendo accontentato. Alcuni mesi prima dell'attacco di Ultron al rifugio della Intellighenzia, Pym riceve un pacco dalla Donna Invisibile che contiene il modo per sconfiggere l'androide. Qualche tempo più tardi, questi interviene nel corso della battaglia, dando a Iron Man le istruzioni necessarie per attivare il codice e togliere di mezzo la sua creazione una volta per tutte; il piano ha successo, e Ultron è distrutto.

### 12 - Infinity
Di Hickman (2013). La storia ruota attorno a un doppio pericolo: la misteriosa minaccia dei Costruttori (enigmatiche entità aliene che sembrano essere state responsabili della creazione dell'universo e che ora, per oscuri motivi, intendono distruggerlo) e la minaccia di Thanos, intenzionato ad attaccare la Terra per recuperare le Gemme dell'infinito, artefatti potentissimi sottrattigli dai Vendicatori. I Vendicatori però combattono Thanos sino alla fine e nella battaglia finale raggiungono Thanos il quale, assieme a Fauce d'Ebano, Proxima Media Nox ed al suo vice Gamma Corvi, si appresta ad uccidere suo figlio Thane ponendo definitivamente fine alla sua discendenza. Queste creature sembrano imbattibili e lo scontro tra loro e gli eroi sembra infinito. Dopo ore di devastante conflitto, finalmente Hyperion riesce ad uccidere Gamma Corvi, gettando Proxima Media Nox nella disperazione. Thanos è l'essere più possente del cosmo, in grado di tenere testa persino a Thor, ma Fauce d'Ebano lo tradisce. Guidato da Fauce d'Ebano, Thane solleva una mano e scatena tutto il suo misterioso potere contro Thanos e Proxima Media Nox. I due mostri vengono così intrappolati in un immenso cubo d'ambra. Fauce d'Ebano se ne compiace e si teletrasporta nello spazio con Thane, promettendogli di educarlo e di trasformarlo in qualcosa di ancora più grande e terribile di suo padre. Distrutte le truppe di Thanos in ogni dove, la Terra è pronta a superare gli orrori della distruzione e a ricostruire. Senza più una patria, Freccia Nera abbandona gli Inumani ed insieme al suo folle fratello inscena la sua morte. Si dirige con lui in un posto sperduto dell'Himalaya nel quale nasconde il codex contenente tutti i segreti della sua gente. Nonostante le apparenze, Freccia Nera ha compiuto un piano che teneva in serbo da tempo: ha tolto agli Inumani la certezza di una patria, costringendoli ad affrontare di nuovo il mondo, e con tutti i nuovi Inumani generati dal rilascio delle Nebbie Terrigene su tutto il mondo ha dato inizio ad una nuova grande era per la sua gente, che non avrà più bisogno di un re. Le civiltà che avevano affrontato i Costruttori nello spazio tornano ai loro mondi per ricostruire, ma l'Universo ne esce rafforzato di nuove alleanze mai sperate prima. Persino i Giardinieri rimasti raggiungono un mondo senza vita ed uniscono i loro poteri per ricreare il miracolo dell'esistenza, com'è loro natura fare. Gli Illuminati ritornano nel Wakanda, unici gravati da amare considerazioni: tutto questo non fermerà le Incursioni e prima o poi dovranno fare nuove terribili scelte. Qui, nella necropoli, nascondono il corpo di Thanos e di Proxima Media Nox, sperando che almeno loro non costituiscano più una minaccia.

### 13 - AXIS
Di Kubert (2015). Avengers e X-Men tornano a combattere fianco a fianco per la prima volta dopo Avengers vs. X-Men contro l'inarrestabile Onslaught Rosso. Asceso al potere tramite l'inversione dell'asse morale bene/male di supereroi e criminali dell'Universo Marvel, Onslaught Rosso è deciso a trasmettere il suo odio al mondo intero al fine di instaurare il Reich Eterno e il genocidio dei mutanti. Magneto, contrario alle decisioni di Onslaught, libera Scarlet e il Dottor Strange per ritentare l'incantesimo, ma Strange viene sconfitto da Onslaught, entrato nella mente dei criminali. il Dottor Destino aiuta Scarlet a completare l'incantesimo; li difendono Magneto, Deadpool, Iron Man ed Evan. L'incantesimo ha successo, ma Evan è ritorna nelle vesti di Apocalisse, mentre X-Men e Vendicatori litigano per il Teschio Rosso: i primi vorrebbero verificare se il nemico è tornato ad essere Xavier, mentre i secondi preferiscono tenerlo prigioniero. Alla fine i Vendicatori prendono in custodia il Teschio Rosso/Xavier, mentre Havok torna con gli X-Men.

### 14 - Secret Wars
Di Jonathan Hickman e Esad Ribić (2016). Nel 1984 la Marvel pubblicò le prime Secret Wars, in cui i più famosi eroi e criminali, dagli Avengers al Dottor Destino, venivano portati dall'Arcano a combattere sul pianeta Battleworld, un luogo assemblato con un patchwork di posti diversi. Trent'anni dopo, nelle nuove Secret Wars, eroi e criminali Marvel si ritroveranno su Battleworld, che stavolta è composto da universi differenti e realtà parallele che si fondono. Destino combatte Pantera Nera e Namor, uccidendo quest'ultimo. Davanti alla statua di Molecola, Mr. Fantastic si ferma a convincere Susan di non essere l'assassino di Strange, poi scende nella botola assieme al Creatore. Quest'ultimo, disgustato dalla debolezza mostrata dalla sua controparte adulta, lo intrappola in una bolla temporale: Molecola interviene in aiuto di Richards, facendo letteralmente a pezzi il Creatore. Il Creatore prova ad eliminare Richards, ma fallisce poiché Molecola sta trattenendo parte dei suoi poteri: i due arcinemici allora si scontrano, Destino incolpando Richards di aver fallito nel salvare il Multiverso a differenza sua, e Mr. Fantastic imputandogli una perenne insicurezza che lo ha portato, come prima azione nei panni di Dio, a sostituirsi a lui, rubandogli la vita e la famiglia. Quando Mr. Fantastic insinua che, con gli stessi poteri, sarebbe stato un dio migliore, Destino non riesce a negarlo, ed allora Molecola trasferisce i poteri degli Arcani a Richards, che distrugge il Battleworld. Poco prima della fine, Pantera Nera usa la Gemma della realtà per tornare in Wakanda al momento della prima Incursione e ne impedisce l'avvenire. Otto mesi dopo, il mondo è stato riformato e Miles Morales si trova su Terra-616, così come sua madre, riportata in vita da Molecola. Nuovamente pronto per combattere il crimine nei panni di Spider-Man, si lancia con Peter tra i grattacieli di New York. Nel frattempo, Mister Fantastic, assieme ai resuscitati Susan, Valeria, Franklin, e Molecola e la Fondazione Futuro, ha dismesso momentaneamente i panni da supereroe: ora il suo compito è ricreare, poco alla volta, il Multiverso, grazie ai suoi poteri ed alla fantasia di suo figlio. A Latveria, Destino si toglie la maschera, scoprendo con gioia un volto non sfigurato, ultimo "dono" di Richards con i suoi nuovi poteri, valido come promessa di un nuovo inizio per Destino stesso.

### 15 - Civil War II
Di Bendis, Marquez e Ponsor (2016/2017). Sono passati 10 anni dalla miniserie Civil War, che contrapponeva due fazioni di supereroi e dove l'Uomo Ragno rivelava al mondo la sua vera identità. Ora la seconda Guerra Civile contrappone nuovamente due fazioni di giustizieri di fronte a un problema morale più grande di loro, scatenato dall'avvento di un nuovo inumano: Ulysses.

### 16 - Inhumans vs X-Men
Di Jeff Lemire e Charles Soule (2017). Narra la guerra tra gli X-Men e gli Inumani a causa dei gravi danni che le Nebbie Terrigene stanno causando ai mutanti.

### 17 - Secret Empire
Di Nick Spencer (2017). Racconta l'epilogo di quanto accaduto nelle storie scritte dallo stesso autore su Captain America: Sam Wilson e Captain America: Steve Rogers, dove Rogers rivela di essere un membro dell'Hydra.

## Cronologia del Marvel Cinematic Universe

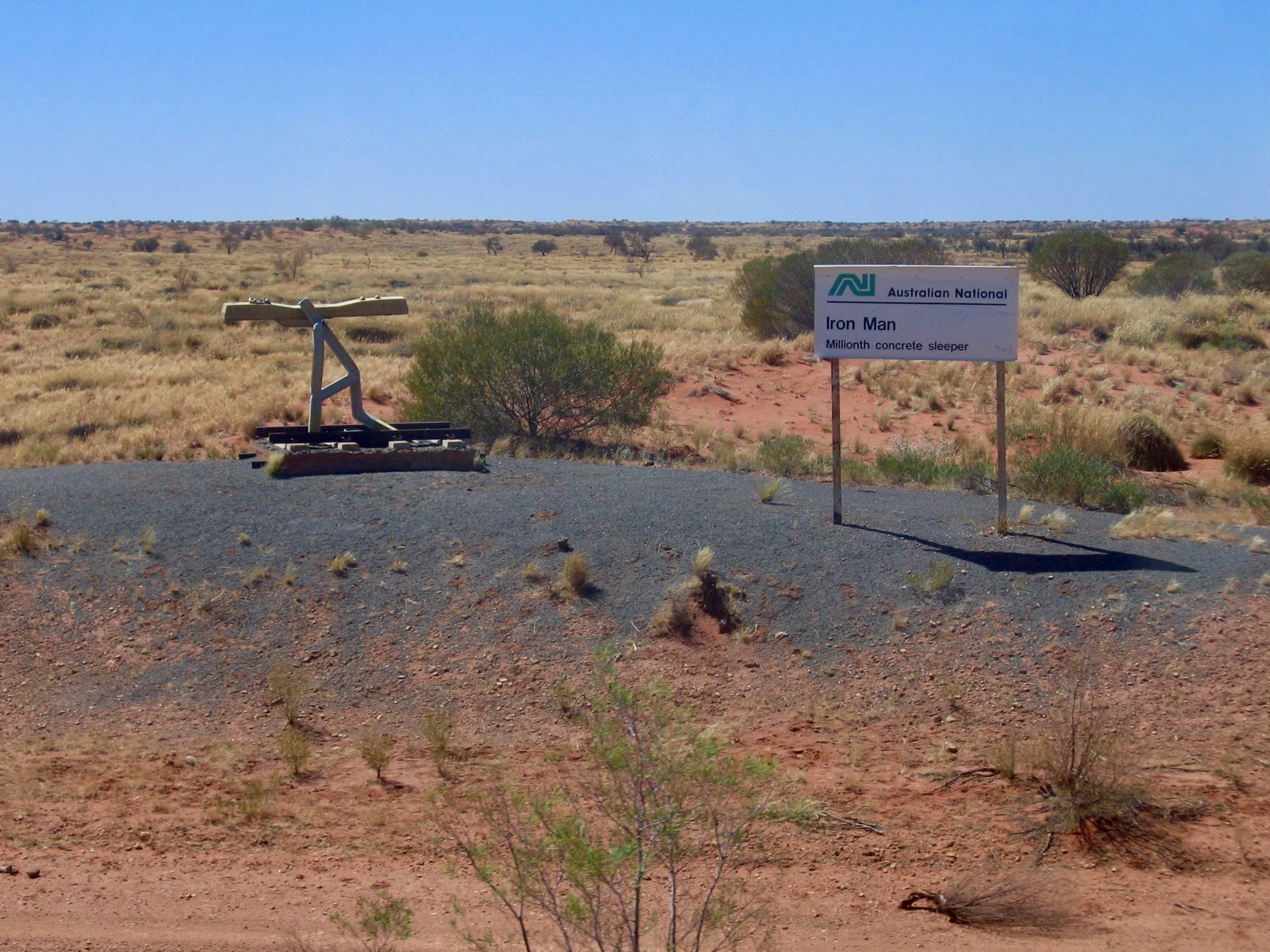
Iron Man (2008) è il primo film del Marvel Cinematic Universe (MCU)

Nel 2008 Kevin Feige con il film Iron Man ha dato inizio all'universo cinematografico dei Marvel Studios. La cronologia interna degli eventi raccontati nei film inizia tuttavia con Captain America - Il primo Vendicatore e si chiude con Thunderbolts*.
1. Captain America - Il primo Vendicatore (1942-1945)
2. Captain Marvel (1995)
3. Iron Man (2008)
4. Iron Man 2 (2010)
5. L'incredibile Hulk (2010)
6. Thor (2010)
7. The Avengers (2012)
8. Thor: The Dark World (2013)
9. Iron Man 3 (2013)
10. Captain America: The Winter Soldier (2014)
11. Guardiani della Galassia (2014)
12. Guardiani della Galassia Vol. 2 (2014)
13. Avengers: Age of Ultron (2015)
14. Ant-Man (2015)
15. Captain America: Civil War (2016)
16. Black Widow (2016)[13]
17. Black Panther (2016)
18. Spider-Man: Homecoming (2016)
19. Doctor Strange (2016-2017)
20. Thor: Ragnarok (2017)
21. Ant-Man and the Wasp (2018)[14]
22. Avengers: Infinity War (2018)
23. Avengers: Endgame (2018-2023)
24. Loki (prima stagione)[15]
25. What If...? (prima stagione)
26. WandaVision (2023)
27. Shang-Chi e la leggenda dei Dieci Anelli (2024)
28. The Falcon and the Winter Soldier(2024)
29. Spider-Man: Far From Home (2024)
30. Eternals (2024)
31. Spider-Man: No Way Home (2024)
32. Doctor Strange nel Multiverso della Follia (2024)
33. Hawkeye (2024)
34. Moon Knight (2025)
35. Black Panther: Wakanda Forever (2025)
36. Echo (2025)
37. She-Hulk: Attorney at Law (2025)
38. Ms. Marvel (2025)
39. Thor: Love and Thunder (2025)
40. Ironheart (2025)
41. Licantropus (2025)
42. Guardiani della Galassia Holiday Special (2025)
43. Ant-Man and the Wasp: Quantumania (2026)
44. Guardiani della Galassia Vol. 3 (2026)
45. Secret Invasion (2026)
46. The Marvels (2026)
47. Loki (seconda stagione)
48. What If...? (seconda stagione)
49. Deadpool & Wolverine
50. Agatha All Along (2026)
51. What If...? (terza stagione)
52. Daredevil: Rinascita (prima stagione) (2026-2027)
53. Captain America: Brave New World (2027)
54. Thunderbolts* (2027)